# Ямана Токіхіро
Ямана Токіхіро (*山名時熙, 1367 — 29 липня 1435) — середньовічний японський військовий та державний діяч періоду Муроматі.

## Життєпис
Походив з самурайського роду Ямана. Син Ямана Токійосі, сюго провінцій Акі й Бінґо. Народився у 1367 році. У 1389 році після смерті батька стає головою клане Яману, який на той час володів 11 провінціями з 66.
Цьому вирішив покласти край сьогун Асікаґа Йосіміцу, який скористався з невдоволення Ямана Міцуюкі очільництвом Ямана Токіхіро, стикнувши двох представників клану Ямана. Міцуюкі в союзі з небожем Ямана Удзікійо виступив проти Токіхіро. На бік останнього став стрийко Ямана Удзіюкі. Ворогів Токіхіро військово підтримав сьогун. В результаті Ямана Токіхіро зазнав невдачі, втративши низку провінцій.
У 1391 році він замирився з Асікага Йосіміцу, що викликало невдоволення Ямана Міцуюкі. У 1392 році останній підняв повстання, яке підтримала частина клану Ямана (події дістали назву смути Мейтоку). Але зрештою зазнав поразки — спочатку загинув його союзник Удзікійо у 1392 році, а потім він сам у 1395 році. Це сприяло зміцненню становища Ямана Токіхіро як голови клану Ямана, але загалом посилило бакуфу й зміцнило залежність Токіхіро від нього.
1395 року Ямана Токіхіро призначено сюго Акі (фактично підтверджено становище його батька) і провінцію Бінґо. Був покровителем буддизму, зокрема допомагав монастирю на горя Коя (лише у 1402 році надав тому 1 тис. коку рису). У 1399 році надав допомогу сьогуну в придушенні заколоту Оуті Йосіхіро. Послабленням роду Оуті намагався скористатися Токіхіро, але марно. 
Лише за правління Асікаґа Йосімоті зумів відновити своє становище. З 1411 року повернув під контроль клану Ямана низку втрачених провінцій — Тадзіма й Іґа. На цей час він знову об'єднав весь рід Ямана.
Згодом став опорою бакуфу в західних провінціях Японії. У 1414 році призначено головою самурай-докоро. Перебував на посаді до 1432 року. Водночас сприяв відновленню та зміцненню політичного становища свого клану. У 1433 році склав з себе усі державні посади та передав головування в клані синові Ямана Мотітойо. Помер 1435 року.